# Liga Departamental de Fútbol de Gualeguay
La Liga Departamental de Fútbol de Gualeguay es una liga de fútbol fundada el 12 de febrero de 1942.

## Sistema de disputa
El campeonato local de primera división 2025 constará de dos torneos, un torneo preparación de verano disputado entre los meses de enero y febrero, y el torneo anual comenzando el 5 de abril.
Torneo Preparación de Verano: 
Este torneo se disputará cada año bajo el nombre de "Copa Challenger", la copa queda en poder del equipo que logre ganar 2 años consecutivos el mismo, o 3 alternados.
El sistema de disputa constará de 3 fases: fase clasificatoria, semifinal y final.
Fase clasificatoria: cada uno de los 10 equipos participantes estaran divididos en dos zonas de cinco, jugando cada uno un total de cuatro fechas quedando libre una jornada. A la siguiente instancia (semifinal) clasifican los primeros dos equipos de cada zona, en caso de que dos equipos o más obtengan la misma cantidad de puntos se tendrá en cuenta para el desempate, los puntos entre los equipos relevantes, mayor diferencia de gol y goles a favor.
Semifinal y final: se realizará un sorteo una vez terminada la fase clasificatoria para definir los cruces. Las instancias finales serán a un solo partido, en caso de igualdad en los 90', se definirá el encuentro desde los penales.
Campeonato Anual:
El campeonato local de primera división 2024 constará de dos fases, una fase regular de clasificación en formato de todos contra todos en un lapso de 18 fechas, los tres mejores ubicados en la tabla general clasifican directamente a la siguiente fase, los 4 equipos siguientes, es decir, del cuarto al séptimo puesto clasifican al repechaje por un último lugar en la siguiente fase, los últimos tres equipos en completar la tabla quedan eliminados de la competencia.
Las instancias de repechaje serán a un solo partido y cada equipo mejor ubicado en la tabla, tendrá ventaja de localía ante su rival designado, en caso de igualdad en los 90´, se define la serie en los penales.
La última fase del torneo es a modalidad de Petit Torneo todos contra todos y a seis fechas, quien logre rescatar la mayor cantidad de puntos se coronará campeón.

## Equipos participantes
La temporada 2024 estará conformada de la siguiente manera:
- La Academia
- Centro Bancario Gualeguay
- Club Atlético Barrio Norte
- Club Atlético El Progreso
- Club Atlético Gualeguay Central
- Club Atlético Libertad
- Club Atlético Quilmes
- Club Atlético Urquiza
- C.J.F.U Enrique Carbó
- Sociedad Sportiva

### Fútbol Femenino
Durante la temporada 2021, el fútbol femenino se incorpora a la Liga Departamental de Fútbol de Gualeguay. 
Equipos participantes de la temporada 2024:
- Centro Bancario Gualeguay
- Club Atlético Barrio Norte
- Club Atlético Gualeguay Central
- Club Atlético Libertad
- Club Atlético Quilmes
- Club Atlético Urquiza
- [[Club Atlético Social y Deportivo Aldea Asunción
- C.J.F.U Enrique Carbó
- Sociedad Sportiva

## Historial de campeones del fútbol masculino
| Año              | Campeón                                                   |
| ---------------- | --------------------------------------------------------- |
| 1922             | Club Atlético Gualeguay Central                           |
| 1923             | Club Atlético Gualeguay Central                           |
| 1924             | Club Sociedad Sportiva                                    |
| 1925             | Club Atlético Gualeguay Central                           |
| 1926             | Club Sociedad Sportiva                                    |
| 1927             | Club Sociedad Sportiva                                    |
| 1928             | Club Atlético Gualeguay Central                           |
| 1929             | Club Sociedad Sportiva                                    |
| 1930             | Club Atlético Gualeguay Central                           |
| 1931             | Club Sociedad Sportiva                                    |
| 1932             | Club Sociedad Sportiva                                    |
| 1933             | Club Sociedad Sportiva                                    |
| 1934             | Club Sociedad Sportiva                                    |
| 1935             | Club Sociedad Sportiva                                    |
| 1936             | Club Sociedad Sportiva                                    |
| 1937             | Club Sociedad Sportiva                                    |
| 1938             | Club Atlético Gualeguay Central                           |
| 1939             | Club Atlético Gualeguay Central                           |
| 1940             | Club Atlético Gualeguay Central                           |
| 1941             | No hubo competencia oficial                               |
| 1942             | No hubo competencia oficial                               |
| 1943             | No hubo competencia oficial                               |
| 1944             | Club Atlético Libertad                                    |
| 1945             | Club Atlético Gualeguay Central                           |
| 1946             | Club Atlético Gualeguay Central                           |
| 1947             | Club Atlético Gualeguay Central                           |
| 1948             | Club Sociedad Sportiva                                    |
| 1949             | Club Sociedad Sportiva                                    |
| 1950             | Club Atlético Gualeguay Central                           |
| 1951             | Club Sociedad Sportiva                                    |
| 1952             | Club Atlético Gualeguay Central                           |
| 1953             | Club Sociedad Sportiva                                    |
| 1954             | Club Atlético Gualeguay Central                           |
| 1955             | Club Atlético Libertad                                    |
| 1956             | Club Sociedad Sportiva                                    |
| 1957             | Club Atlético Gualeguay Central                           |
| 1958             | Club Atlético Libertad                                    |
| 1959             | Club Atlético Gualeguay Central                           |
| 1960             | Club Atlético Gualeguay Central                           |
| 1961             | Club Sociedad Sportiva                                    |
| 1962             | Club Atlético Gualeguay Central                           |
| 1963             | Club Sociedad Sportiva                                    |
| 1964             | Club Atlético Gualeguay Central                           |
| 1965             | Club Sociedad Sportiva                                    |
| 1966             | Club Atlético Gualeguay Central                           |
| 1967             | Club Sociedad Sportiva                                    |
| 1968             | Club Atlético Libertad                                    |
| 1969             | Club Sociedad Sportiva                                    |
| 1970             | Asociación Deportiva La Academia (General Galarza)        |
| 1971             | Club Sociedad Sportiva                                    |
| 1972             | Club Atlético Gualeguay Central                           |
| 1973             | Club Atlético Quilmes                                     |
| 1974             | Club Atlético Gualeguay Central                           |
| 1975             | Club Atlético Urquiza                                     |
| 1976             | Club Atlético Quilmes                                     |
| 1977             | Club Atlético Urquiza                                     |
| 1978             | Club Atlético Gualeguay Central                           |
| 1979             | Club Atlético Libertad                                    |
| 1980             | Club Atlético Gualeguay Central                           |
| 1981             | Club Atlético Libertad                                    |
| 1982             | Club Atlético Gualeguay Central                           |
| 1983             | Club Atlético Gualeguay Central                           |
| 1984             | Club Atlético Urquiza                                     |
| 1985             | Club Sociedad Sportiva                                    |
| 1986             | Club Atlético Quilmes                                     |
| 1987             | Club Atlético Libertad                                    |
| 1988             | Club Atlético Quilmes                                     |
| Apertura 1989    | Club Atlético El Progreso                                 |
| Clausura 1989    | Club Atlético Quilmes                                     |
| 1990             | Club Atlético Barrio Norte                                |
| 1991             | Club Sociedad Sportiva                                    |
| 1992             | Club Atlético Urquiza                                     |
| 1993             | Club Atlético Urquiza                                     |
| Apertura 1994    | Club Atlético Quilmes                                     |
| 1994/95          | Club Atlético Barrio Norte                                |
| Apertura 1995    | Club Atlético Gualeguay Central                           |
| Clausura 1995    | Club Atlético Quilmes                                     |
| Apertura 1996    | Club Atlético Gualeguay Central                           |
| Clausura 1996    | Club Atlético Quilmes                                     |
| Alianza 1997     | Club Central Entrerriano (Gualeguaychú)*                  |
| 1998             | Club Atlético Libertad                                    |
| Apertura 1999    | Club Atlético Barrio Norte                                |
| Clausura 1999    | Club Atlético Libertad                                    |
| 2000             | Club Atlético Libertad                                    |
| Preparación 2001 | Club Atlético Libertad                                    |
| Oficial 2001     | Club Atlético Barrio Norte                                |
| 2002             | Club Atlético Libertad                                    |
| Preparación 2003 | Club Atlético Barrio Norte                                |
| Oficial 2003     | Club Atlético Gualeguay Central                           |
| 2004             | Club Atlético Barrio Norte                                |
| 2005             | Club Atlético Gualeguay Central                           |
| 2006             | Centro Bancario Gualeguay                                 |
| Apertura 2007    | Club Atlético Gualeguay Central                           |
| Clausura 2007    | Club Atlético Libertad                                    |
| Apertura 2008    | Club Juventud y Ferrocarril Unidos (Enrique Carbó)        |
| Clausura 2008    | Club Juventud y Ferrocarril Unidos (Enrique Carbó)        |
| 2009             | Club Atlético Libertad                                    |
| 2010             | Club Juventud y Ferrocarril Unidos (Enrique Carbó)        |
| 2011             | Club Juventud y Ferrocarril Unidos (Enrique Carbó)        |
| Preparación 2012 | Club Atlético Gualeguay Central                           |
| Oficial 2012     | Club Atlético Gualeguay Central                           |
| 2013             | Club Sociedad Sportiva                                    |
| 2014             | Club Sociedad Sportiva                                    |
| 2015             | Club Sociedad Sportiva                                    |
| Alianza 2015     | Club Atlético Urquiza**                                   |
| 2016             | Club Atlético San Lorenzo                                 |
| Alianza 2016     | Club Atlético Sarmiento (Victoria)***                     |
| 2017             | Club Sociedad Sportiva                                    |
| 2018             | Centro Bancario Gualeguay                                 |
| 2019             | Club Atlético Gualeguay Central                           |
| 2020             | No hubo competencia oficial debido a la Pandemia Covid 19 |
| 2021/22          | Club Atlético Barrio Norte                                |
| 2022             | Club Atlético Barrio Norte                                |
| 2023             | Club Atlético Libertad                                    |
| Preparación 2024 | Club Atlético Barrio Norte                                |
| 2024             | Club Atlético Barrio Norte                                |
| Supercopa 2024   | Club Atlético Libertad                                    |
| Preparación 2025 | Club Sociedad Sportiva                                    |

Se jugó un Torneo unificado junto a la Liga Departamental de Fútbol de Gualeguaychú*.
Se jugó un Torneo unificado junto a la Liga Victoriense de Fútbol**.
Se jugó un Torneo unificado junto a las Ligas de Nogoyá, Rosario del Tala y Victoria***.

## Historial de Campeones Fútbol Femenino
2021 – Club Atlético Gualeguay Central
2022 – Club Atlético Gualeguay Central
2023 – Club Atlético Gualeguay Central
2024 – Club Atlético Libertad

## Ranking de campeones

### Fútbol Masculino
(Actualizado al 18 de noviembre de 2024)
| Equipo                                 | Títulos |
| -------------------------------------- | ------- |
| Club Atlético Gualeguay Central        | 34      |
| Sociedad Sportiva                      | 29      |
| Club Atlético Libertad                 | 15      |
| Club Atlético Barrio Norte             | 10      |
| Club Atlético Quilmes                  | 8       |
| Club Atlético Urquiza                  | 5       |
| C.J.F.U Enrique Carbó                  | 4       |
| Centro Bancario Gualeguay              | 2       |
| Club Atlético El Progreso              | 1       |
| La Academia                            | 1       |
| Club Atlético San Lorenzo de Gualeguay | 1       |

### Fútbol Femenino
| Equipo                          | Títulos |
| ------------------------------- | ------- |
| Club Atlético Gualeguay Central | 3       |
| Club Atlético Libertad          | 1       |